# Bunyola
Bunyola, en catalan et officiellement (Buñola en castillan), est une commune d'Espagne de l'île de Majorque dans la communauté autonome des Îles Baléares. Elle est située au centre-ouest de l'île et fait partie de la comarque de la Serra de Tramuntana.

## Géographie

### Situation

Localisation de l'île Majorque dans les Îles Baléares.
Localisation de Bunyola dans l'île de Majorque.
Localisation de la comarque de la Serra de Tramuntana dans l'île de Majorque.

## Culture et patrimoine
- Jardins d'Alfàbia (es), propriété d'héritage hispano-arabe, ancienne exploitation agricole de l'époque de l'occupation musulmane de l'île.
- La Mer, roman de Blai Bonet.